# Понуровский район
Понуровский район — административно-территориальная единица в составе Западной, Орловской и Брянской областей РСФСР, существовавшая в 1929—1932 и 1939—1957 годах. Центр — село Понуровка.
Понуровский район был образован 17 июня 1929 года в составе Клинцовского округа Западной области. В его состав вошли Будо-Корецкий, Будо-Понуровский, Воронокский, Демьяновский, Курковичский, Ломаковский, Лужковский, Понуровский, Петровский, Стративский, Тарасовский и Хомутовский сельсоветы.
1 августа 1930 года округа в СССР были упразднены и Понуровский район перешёл в прямое подчинение Западной области.
1 января 1932 года Понуровский район был упразднён, а его территория разделена между Погарским и Стародубским районами.
21 августа 1939 года Понуровский район был восстановлен в составе Орловской области, и 5 июля 1944 года вошёл в состав Брянской области.
На 05.07.1944 года имел площадь площадь района 843 км², население 30 941 человек и включал 65 населённых пунктов.
16 ноября 1944 года центр района перенесён в с. Воронок и район переименован в Воронокский.
22 ноября 1957 года Воронокский район расформировали, территория района передана в Стародубский и Погарский районы.